# Lithacodia bryistis
Lithacodia bryistis là một loài bướm đêm trong họ Noctuidae.